# Stříhání metru

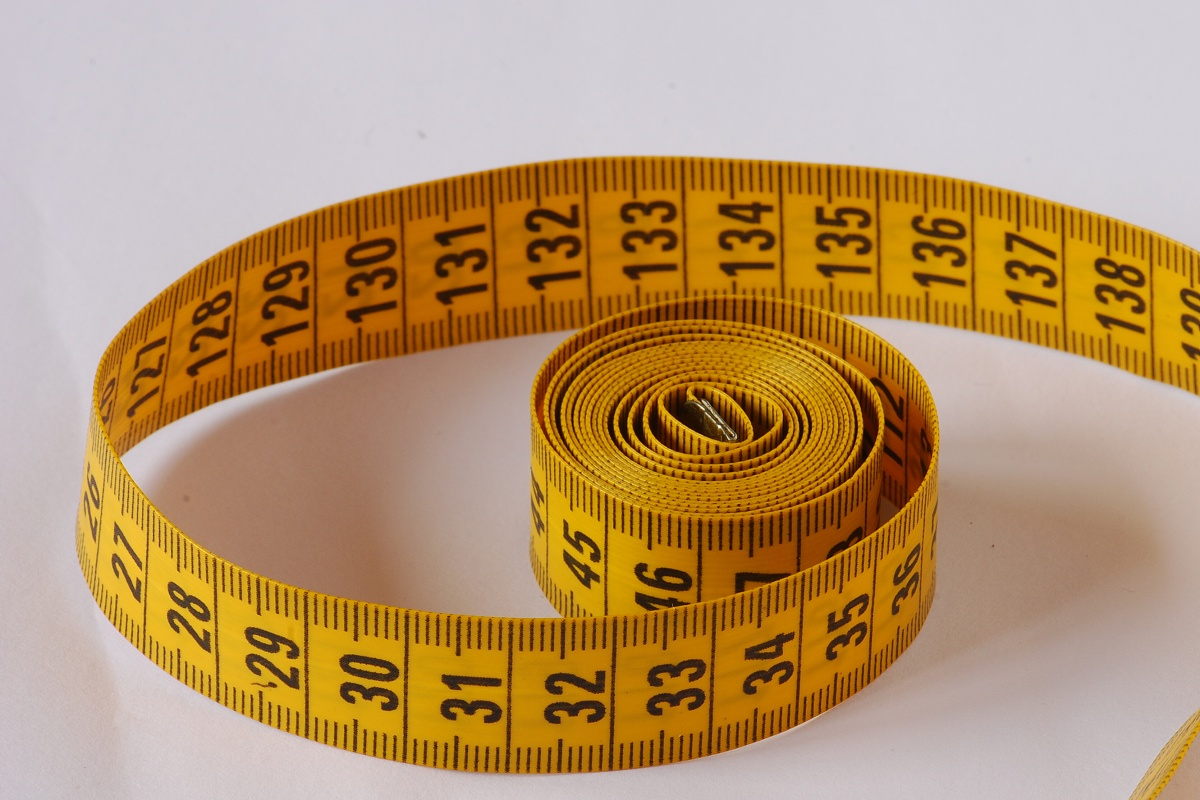
Krejčovský svinovací metr

Stříhání metru byl tradiční způsob odměřování dnů do konce základní vojenské služby (ZVS) v ČSLA. Služebně starší vojáci si odstřihávali každý den (po nástupu k dennímu rozkazu) jedno číslo ze svého krejčovského metru. V přeneseném významu znamená stříhání metru blížící se konec určité životní etapy ("Už stříhá metr do důchodu.").

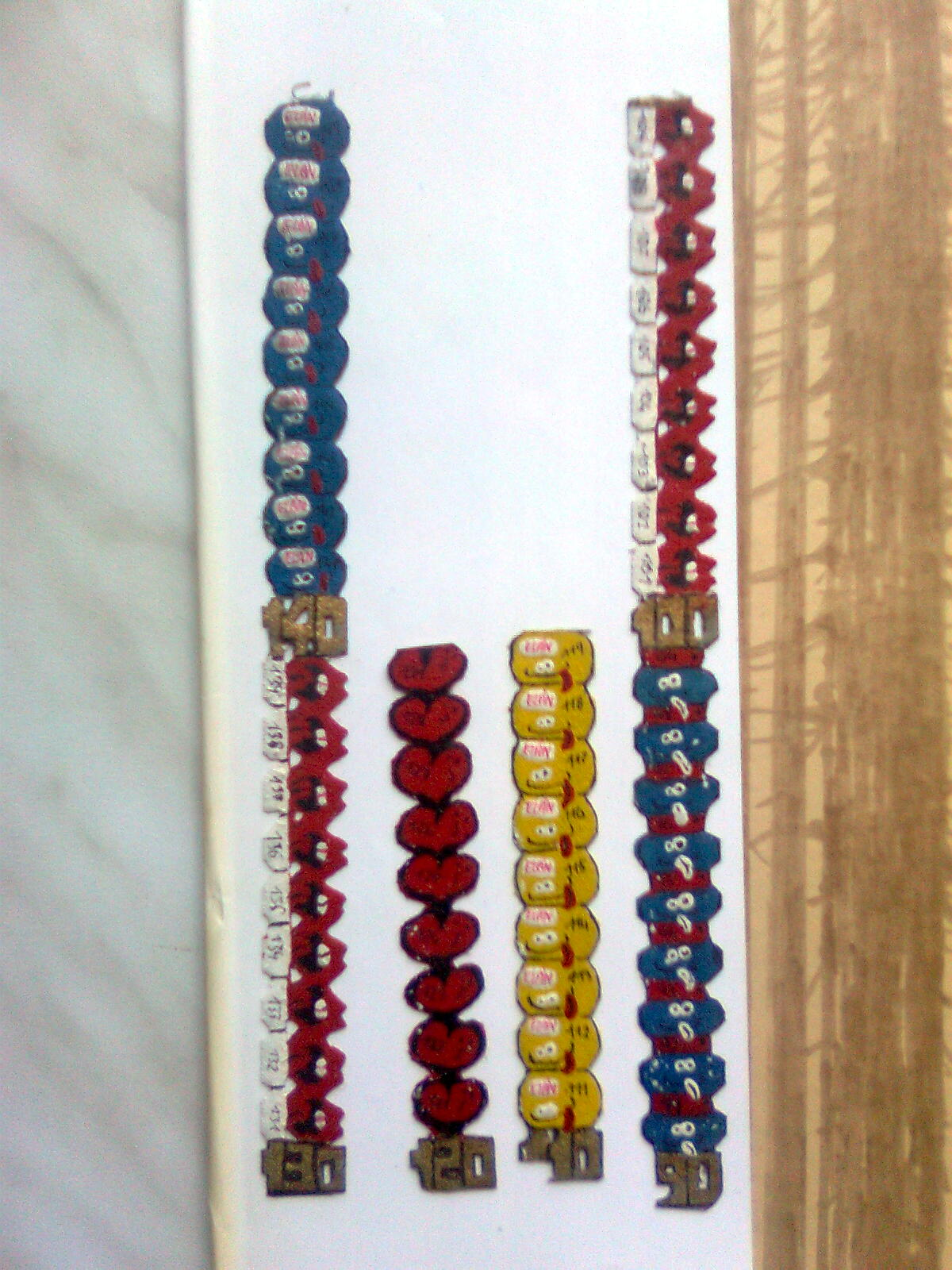
Části metru pro stříhání

Československý krejčovský metr měl 150 cm (dílků), stříhal se tedy od 150. dne k odchodu do civilu. Metr pro stříhání si voják v předchozím období obvykle pečlivě vyzdobil, vystříhal a vybarvil. S přípravou metru byly spojeny další tradice (zdobená krabička s pečetěmi a pod.).